# Oran
Oran (tiếng Ả Rập: وهران, Wahrān; Berber: ⵡⴻⵂⵔⴰⵏ) là thành phố Tây Bắc Algérie, thủ phủ của tỉnh Oran, bên Vịnh Oran (một nhánh của Địa Trung Hải). Đây là một trong những hải cảng bận rộn nhất và cũng là trung tâm chế tạo và thương mại của quốc gia này. Các sản phẩm của Oran có: các mặt hàng nhựa, hóa chất, rượu vang và thực phẩm chế biến. Một đường ống dẫn khí thiên nhiên từ sa mạc Sahara đến thành phố.

## Các công trình
Thành Santa Cruz, do những người Thổ Nhĩ Kỳ thuộc Đế quốc Ottoman xây dựng; Đền Hồi Giáo lớn (1796). Thành phố Oran có Đại học Oran (1965), Đại học Khoa học và Công nghệ Oran (1975), các viện âm nhạc, kịch nghệ, khí tượng, viễn thông.
Oran có lẽ đã được thành lập vào đầu thế kỷ 10 là một trung tâm mậu dịch giữa Bắc Phi và phía nam Tây Ban Nha do người Moor chiếm giữ. Khu vực định cư này đã suy giảm sau khi người Moor bắt đầu rời Tây Ban Nha năm 1492 và sau đó nó đã trở thành một căn cứ của hải tặc. Vào thế kỷ 18 thành phố nhiều lần bị người Thổ Nhĩ Kỳ Ottoman và người Tây Ban Nha chiếm đóng. Thị trấn này trải qua một thời kỳ tăng trưởng kinh tế sau khi bị người Pháp thôn tính vào năm 1831. Nhiều người Pháp định cư ở đó nhưng phần lớn người châu Âu bỏ Oran đi trong cuộc chiến tranh độc lập (1954-1962).

## Khí hậu
Oran có khí hậu bán khô hạn (phân loại khí hậu Köppen BSh).
| Dữ liệu khí hậu của Oran                 | Dữ liệu khí hậu của Oran | Dữ liệu khí hậu của Oran | Dữ liệu khí hậu của Oran | Dữ liệu khí hậu của Oran | Dữ liệu khí hậu của Oran | Dữ liệu khí hậu của Oran | Dữ liệu khí hậu của Oran | Dữ liệu khí hậu của Oran | Dữ liệu khí hậu của Oran | Dữ liệu khí hậu của Oran | Dữ liệu khí hậu của Oran | Dữ liệu khí hậu của Oran | Dữ liệu khí hậu của Oran |
| Tháng                                    | 1                        | 2                        | 3                        | 4                        | 5                        | 6                        | 7                        | 8                        | 9                        | 10                       | 11                       | 12                       | Năm                      |
| ---------------------------------------- | ------------------------ | ------------------------ | ------------------------ | ------------------------ | ------------------------ | ------------------------ | ------------------------ | ------------------------ | ------------------------ | ------------------------ | ------------------------ | ------------------------ | ------------------------ |
| Cao kỉ lục °C (°F)                       | 26.4 (79.5)              | 33.0 (91.4)              | 36.6 (97.9)              | 33.2 (91.8)              | 40.0 (104.0)             | 39.5 (103.1)             | 45.8 (114.4)             | 43.8 (110.8)             | 40.6 (105.1)             | 39.0 (102.2)             | 33.0 (91.4)              | 30.8 (87.4)              | 45.8 (114.4)             |
| Trung bình ngày tối đa °C (°F)           | 16.6 (61.9)              | 17.7 (63.9)              | 19.7 (67.5)              | 21.5 (70.7)              | 23.9 (75.0)              | 27.7 (81.9)              | 30.5 (86.9)              | 31.6 (88.9)              | 29.0 (84.2)              | 25.2 (77.4)              | 20.6 (69.1)              | 17.7 (63.9)              | 23.5 (74.3)              |
| Trung bình ngày °C (°F)                  | 10.9 (51.6)              | 12.1 (53.8)              | 13.9 (57.0)              | 15.8 (60.4)              | 18.6 (65.5)              | 22.3 (72.1)              | 25.0 (77.0)              | 25.9 (78.6)              | 23.4 (74.1)              | 19.6 (67.3)              | 15.1 (59.2)              | 12.2 (54.0)              | 17.9 (64.2)              |
| Tối thiểu trung bình ngày °C (°F)        | 5.1 (41.2)               | 6.5 (43.7)               | 8.1 (46.6)               | 10.0 (50.0)              | 13.2 (55.8)              | 16.9 (62.4)              | 19.4 (66.9)              | 20.1 (68.2)              | 17.7 (63.9)              | 14.0 (57.2)              | 9.5 (49.1)               | 6.7 (44.1)               | 12.3 (54.1)              |
| Thấp kỉ lục °C (°F)                      | −3.0 (26.6)              | −3.0 (26.6)              | −1.3 (29.7)              | 0.0 (32.0)               | 3.0 (37.4)               | 5.0 (41.0)               | 11.0 (51.8)              | 9.0 (48.2)               | 7.7 (45.9)               | 3.0 (37.4)               | 0.0 (32.0)               | −6.1 (21.0)              | −6.1 (21.0)              |
| Lượng Giáng thủy trung bình mm (inches)  | 43.6 (1.72)              | 44.4 (1.75)              | 35.0 (1.38)              | 29.6 (1.17)              | 27.2 (1.07)              | 3.8 (0.15)               | 1.8 (0.07)               | 2.7 (0.11)               | 13.2 (0.52)              | 24.8 (0.98)              | 55.5 (2.19)              | 45.2 (1.78)              | 326.8 (12.87)            |
| Số ngày giáng thủy trung bình (≥ 0.1 mm) | 8.7                      | 8.5                      | 7.1                      | 7.2                      | 6.9                      | 2.0                      | 1.3                      | 1.8                      | 3.6                      | 6.6                      | 8.4                      | 8.8                      | 70.9                     |
| Độ ẩm tương đối trung bình (%)           | 79.5                     | 76.5                     | 74.0                     | 70.0                     | 68.0                     | 66.2                     | 64.7                     | 66.5                     | 70.2                     | 73.9                     | 76.3                     | 78.6                     | 72.0                     |
| Nguồn 1: Tổ chức Khí tượng Thế giới      |                          |                          |                          |                          |                          |                          |                          |                          |                          |                          |                          |                          |                          |
| Nguồn 2: climatebase.ru                  |                          |                          |                          |                          |                          |                          |                          |                          |                          |                          |                          |                          |                          |

## Thành phố kết nghĩa
Oran kết nghĩa với:
- Alicante, Tây Ban Nha
- Bizerte, Tunisia
- Bordeaux, Pháp (2003)[4][5]
- Cairo, Ai Cập
- Casablanca, Maroc (1999)
- Dakar, Senegal
- Durban, Nam Phi[6]
- Elche, Tây Ban Nha
- Gdańsk, Ba Lan
- La Habana, Cuba
- Jeddah, Ả Rập Xê Út
- Leicester, Anh (2001)
- Lyon, Pháp
- Metz, Pháp
- Oujda, Maroc
- Rangpur, Bangladesh
- Seoul, Hàn Quốc
- Sfax, Tunisia (1989)
- Strasbourg, Pháp (2013)
- Toulon, Pháp
- Zarqa, Jordan